# Voluntad general

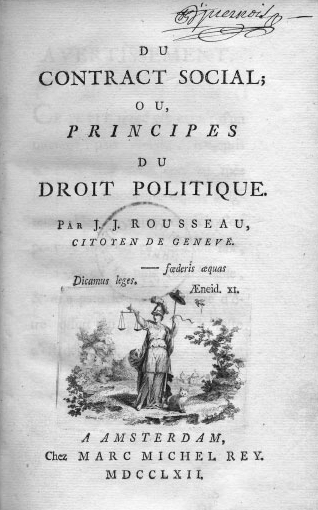
Primera página de la publicación original en francés de El contrato social de Jean Jacques Rousseau.

El término voluntad general o voluntad popular fue utilizado por el filósofo suizo Jean Jacques Rousseau en su famoso libro El contrato social (1762). Los conceptos de “contrato social” y “voluntad general” fueron decisivos para dar fundamento a la idea de democracia y reemplazar la noción de “voluntad del rey o monarca” que fundaba la monarquía, sistema que hasta entonces había sido plenamente dominante en las relaciones políticas que preceden a esta proposición de Rousseau. La voluntad general sigue siendo un concepto fundamental para entender la toma de decisiones en democracia. Que no es un concepto per se sino más bien una propiedad convergente que aparece en el camino de formación del contrato social. Se ve como la respuesta al problema que plantea dicho contrato, que es “el encontrar una forma de asociación capaz de defender y proteger, con toda la fuerza común, la persona y los bienes de cada uno de los asociados, pero de modo tal que cada uno de estos, en unión con todos, solo se obedezca a sí mismo, y quede tan libre como antes” (Rousseau, 1770).

## Sociedad, voluntad y contrato
Rousseau desarrolló la idea de “voluntad general” que es central para el “contrato social” que este filósofo propone. Este contrato toma forma o se realiza cuando los hombres ya no pueden superar los obstáculos del estado natural. Es entonces, que al unirse todas las fuerzas con el fin de subsistir, que nace la sociedad en conjunto con el pacto, estos por separados (el pacto y la sociedad) no podrían existir ya que uno lleva al otro. Lo que dijo Rousseau fue que el estado ideal del hombre es aquel que se encuentra entre el estado natural y el estado civil. Ya que existe la sociedad pero no civil, y entonces habría el goce de las relaciones entre los humanos pero no una sociedad civil instaurada.
Las cláusulas de ese contrato se reducen a lo siguiente: “Todo individuo se enajena, con todos sus derechos a favor de la comunidad; porque, dándose cada uno por entero, la condición es la misma para todos los contratantes, y dándose a la comunidad, la comunidad por acto recíproco del contrato, se da a cada uno de los individuos. Cada uno se entrega a nadie en particular, y en este cambio se gana el equivalente de todos lo que se pierde, y una fuerza mayor para conservar lo que se tiene” (Rousseau, 1770).
Estas cláusulas mencionadas están determinadas por la naturaleza del acto, que no es impuesto, quiérese decir que el acto es voluntario. No obstante, del cuerpo político, todos los contratantes, si alguien se desiste de obedecer la voluntad general será obligado por todo el cuerpo, lo cual se interpreta a la obligación de ser libre. Esta libertad Rousseau la contempla como cambio de libertad. “Lo que el hombre pierde por el contrato social es su libertad natural y un derecho ilimitado a todo lo que intente y que pueda alcanzar. Lo que gana es la libertad civil y la propiedad de todo lo que posee.”(Rousseau, 1770) Se difiere entre libertad natural, que no es más que la fuerza del individuo o derecho del más fuerte, la libertad civil que está limitada por la voluntad general a la cual se le adjudica también la ganancia de la libertad moral. Esta última es la que hace también al hombre dueño de sí mismo. Por esta entrega garantizada sin reserva a la patria es que se lleva a cabo el funcionamiento de ese cuerpo político.
En algunas épocas se ha asociado a Rousseau con una visión totalitaria de la sociedad. Por ejemplo. “Para Rousseau, la sociedad es una verdadera sociedad cuando es la expresión de voluntad general, entendida como el bien común real. Esto presupone un pueblo homogéneo, sin contradicciones de ninguna clase, o en su defecto, que los individuos renuncian a cualquier deseo individual en nombre de los intereses colectivos, siempre que se sepa cuales son esos intereses de toda la sociedad.” (Rivadeneyra, 2006) Pero no se encuentra tal idea de homogeneidad en una sola línea del Contrato Social
Más sugestivas aparecen algunas interpretaciones de la voluntad general  expresadas en el último decenio del siglo XX la de Alexis Philonenko en el tomo III de su obra Jean-Jacques Rousseau et la pensée du malheur (Vrin, 1984), que estima que la idea de voluntad general se apoya en una rigurosa base matemática, la del cálculo infinitesimal, tal como éste se desarrolló en el siglo XVIII tras los trabajos de Leibniz que, al parecer, fueron conocidos por Rousseau. Otros politistas, Luc Ferry y Alain Renaut, en su obra Philosophie politique, III. Des droits de l'homme a l'idée républicaine (París, 1985) han afirmado que la voluntad general no es el resultado de un simple recuento auténtico de las voluntades particulares, sino una verdadera integral en el sentido matemático o según visiones más modernas, de un consenso social, no la imposición de mayorías ni de una sociedad forzosamente homogénea.
Sea como fuere resulta evidente que la idea de Voluntad General de Rousseau estaba inserta en un modelo moralizante con gran carga de utopía y suponía una sociedad que no estuviese escindida en grupos con intereses antagónicos; en su proyecto de organización social ésta se movía a impulsos de la cooperación y la solidaridad y no de la lucha y la competencia. (Del prólogo al Contrato Social, Manuel Tuñón de Lara.)

## Soberanía, ejercicio de voluntad
“…Un contrato entre los súbditos y el príncipe, no comporta más que una autoridad extenuada, y es para restaurar el poder absoluto de le realeza que busca el principio de soberanía. Esta no proviene de un contrato de gobierno entre los súbditos y el príncipe, sino de un contrato fundamental entre los súbditos por el que se comprometen recíprocamente a someterse a la voluntad de un jefe…”( Moreau, 1977)
La voluntad general es la propiedad más importante que dirige las fuerzas del Estado según el fin que es el bien común. Estas fuerzas dirigidas son intereses particulares que en un saldo de conciencia crean el vínculo social que une lo común que tienen estos intereses particulares. “Adviértase con esto que Rousseau reconoce que cada persona de hecho tiene sus propios intereses y su propia voluntad, que no necesariamente coincidirán con el interés general ni con la voluntad general: “ Cada individuo puede tener una voluntad particular contraria o diferente de la voluntad general que tiene como ciudadano. Su interés particular puede ser muy opuesto al interés común, su existencia aislada y naturalmente independiente puede hacerle mirar lo que debe a la causa publica como contribución gratuita" (Rousseau,1770). Esta perdida es menos prejudicial a los demás de lo que a él le cuesta prestarla. En otras palabras no se anula los intereses particulares pues puedes seguir pensando de manera individual, no obstante este interés particular no puede ser un derecho pues ahí ya estaría yendo en contra de lo general y convertiría la asociación o el contrato en algo tiránico o bien inútil.
El que exista soberanía en algún lugar, es la prueba de que en ese sitio determinado hubo el ejercicio de la voluntad general.
Dado que la soberanía es inalienable, esto quiere decir que es inajenable que lo que implica es que no puedes separar esta condición de la voluntad general y que a su vez los ciudadanos no se pueden renunciar a ella sin destruir los fundamentos básicos de su existencia, es a su vez indivisible. Rousseau se refiere a que es voluntad general o no lo es. Propone que esto puede ser voluntad del pueblo que viene siendo un acto de soberanía, por tanto ejercicio de voluntad general, y hace ley o ley de uno solo que sería el contrario de la primera y da paso a un derecho o acto de magistratura que es sinónimo o mejor dicho acción de un interés particular.
Rousseau expone que se suele tomar por error partes de esta soberanía cosas que no son sino emanaciones o propiedades convergentes de la misma. Entre las supuestas partes pueden tomarse en cuenta: el acto de hacer la guerra y el acto e hacer la paz, que estos no son leyes sino aplicación de una ley en particular. Este caso es análogo al “concepto” de voluntad general, que no es sino propiedad del contrato que da paso tanto a la sociedad como a la soberanía en su expresión perfecta.

## Voluntad de todos
Se suele confundir entre voluntad general y voluntad de todos. Ambas son propiedades que guardan en común la pluralidad que las compone. No obstante, difieren en un detalle que es la esencia de ambas.
La voluntad de todos se refiere a un interés previo y no es más que la suma de todos esos intereses particulares de los individuos que buscan el mismo objetivo. Mientras que la voluntad general son intereses particulares que se unen en un pacto conducente al bien común. Presupone una actitud deliberada de la mente. “En cuanto tal, no está sometida a las divagaciones, dudas y debilidades que afectan el comportamiento de los individuos, ya que, en palabras de Rousseau, la voluntad general es siempre constante, incorruptible y pura. Cuando es menos que esto, deja de ser la voluntad general.” (Grimsley, 1977)
Esta confusión generalmente ocurre, según Rousseau, ya que se engaña al pueblo y es entonces que parece que quiere lo que está mal. Es aquí cuando se forma asociaciones parciales dentro de la sociedad en sí. Por tanto, estas voluntades de las distintas asociaciones se hacen general respecto a sus miembros y particular respecto a la sociedad y/o el Estado.

## Traducciones de la volonté générale a lenguas no-latinas
La aclaración central de Rousseau (Contrat Social II, 3) sobre la diferencia entre la voluntad de todos y la voluntad general es: „Si, quand le peuple suffisamment informé délibère, les citoyens nʼavoient aucune communication entrʼeux, du grand nombre de petites différences résulteroit toujours la volonté générale, & la délibération seroit toujours bonne.“
Una típica traducción inglés es:
„If, when the people, being furnished with adequate information, held its deliberations, the citizens had no communication one with another, the grand total of the small differences would always give the general will, and the decision would always be good.“
O en alemán:„Wenn bei den Beratungen eines hinreichend aufgeklärten Volkes die Staatsbürger keine Verbindung untereinander hätten, so würde sich der Ge-meinwille immer aus der großen Zahl kleiner Differenzen ergeben, und der Beschluß wäre immer gut." 
Lo que Rousseau considera como „délibère“ y „délibération“ se convierte en „decision“ y „Beschluß“. Pero una deliberación no es una decisión. Es una consultation entre gente con el fin de llegar a una decisión mayoritaria. Así el principio romano:
Deliberandum est diu quod statuendum est semel.
Lo que se resuelve, necesita una larga deliberación anterior.
Votando se define la opinión de la mayoría – la voluntad de todos. La voluntad general es una consultación conjunta con el fin de elaborar una opinión mayoritaria. Muchos comentarios sobre la voluntad general se basan en una traducción falsa, tienen volumen, pero no tienen sentido. La cercanía de lenguas latinas con el francés evita una traducción falsa, pero por influencia de autores no latinos no siempre una confusión.

## Democracia y oclocracia
La regla de la mayoría se diferencia tanto del concepto de democracia como del de oclocracia o gobierno de la muchedumbre (del griego ὀχλοκρατία, del latín ochlocratia).
Algunos pensadores como Aristóteles, consideran a la oclocracia como una degeneración de la democracia, en la que el pueblo se presenta con una voluntad viciada o irracional, mientras otros como Toni Negri y Michael Hardt, la consideran como la forma más avanzada de democracia, en la que la humanidad se presenta sin compartimentos enfrentados, como los nacionalismos, o las clases sociales.